# Ibisco (araldica)

Stemma del comune di Baie-Mahault (Guadalupa), che reca nella prima fascia (azzurra) due fiori di ibisco in argento.

In araldica il fiore di ibisco, forse perché introdotto in Europa solo nel Settecento e negli USA un secolo dopo, compare raramente e quasi esclusivamente nell'araldica civica, come nello stemma qui a lato, relativo al comune di Baie-Mahault nell'isola e dipartimento francese d'oltremare di Guadalupa, o in quello colombiano del dipartimento dell'Atlantico.
Il fiore di ibisco (il giallo maʻo hau hele, o Hibiscus brackenridgei) è pure il simbolo dello stato di Hawaii. È infatti il classico fiore portato fra i capelli dalle donne hawaiane e di cui sono formate le tradizionali ghirlande o collane donate ai turisti in segno di benvenuto. È anche il tatuaggio preferito dai nativi.
Nella Corea del Sud e in Malaysia, invece, l'emblema nazionale è un altro fiore di ibisco, il mugunghwa o Hibiscus syriacus.